# William A. Oliver
William Albert Oliver Jr. (* 1926 in Columbus (Ohio); † 8. Oktober 2005 in Rockford (Illinois)) war ein US-amerikanischer Paläontologe und Geologe.
Olivers Vater war Professor für Bauingenieurwesen und er wuchs in Champaign (Illinois) auf. Er studierte Geologie an der University of Illinois mit dem Bachelor-Abschluss 1949 und an der Cornell University mit dem Master-Abschluss 1950 und der Promotion 1952 (mit einer Dissertation über den devonischen Onondaga-Kalkstein in New York). 1952 wurde er Instructor und dann Assistant Professor an der Brown University und ab 1957 war er beim US Geological Survey, bei dem er bis zum Ruhestand 1993 blieb. Ab 1967 war er Research Associate an der Smithsonian Institution in der Abteilung Paläobiologie.
Oliver befasste sich mit Stratigraphie des Devon besonders in New York und war Experte für fossile Korallen.
1964 bis 1969 war er Mitherausgeber des Journal of Paleontology. 1975 war er Präsident der Paleontological Society. 1983 bis 1988 war er Präsident der International Association for the Study of Fossil Cnidaria and Porifera und 1976 bis 1980 Herausgeber von Fossil Cnidaria mit James Sorauf.
1984 bis 1989 war er Generalsekretär der International Palaeontological Association und 1984 bis 1989 Präsident der Subcommission on Devonian Stratigraphy der International Stratigraphic Commission. 1994 erhielt er den Gilbert Harris Award der Paleontological Research Institution.
Er starb bei einem Verkehrsunfall, als er im Dunkeln die Straße überquerte.